# スポーツ平和サミット
スポーツ平和サミット（スポーツへいわサミット、World Sports Values Summit for Peace）は、神道系新宗教ワールドメイト教祖の半田晴久（深見東州）が代表を務める国際スポーツ振興協会と世界開発協力機構が主催した国際会合。2012年から2015年に開催され、スポーツの価値を探求し、スポーツがいかに平和や人権尊重に社会貢献出来るかを議論し、情報発信する。

## 第1回
2012年6月29日から同年7月1日にロンドン（イギリス）で「オリンピックの価値:ロンドンとその先へ（Olympic Values:London and Beyond)」シンポジウムが開催された。
当日は三つのテーマ、「21世紀におけるオリンピックの価値の意義」「いかにすれば、オリンピックの価値を、スポーツにおけるオリンピックおよびそれを超えた分野へ効果的に実現できるのか」「どうすればその価値を国内および国際的に人権や平和などより広い目標に対して活用し相乗効果を生むことができるのか」に焦点を当てた議論がされた。「オリンピックの価値をいかにすればスポーツ、文化、教育および他の公共活動に具現化できるのか」というテーマで世界エッセイコンテストが実施され、61ヶ国から265名の学生が参加した。

## 第2回
2013年7月18日から同年7月19日に、東京（日本）のホテルニューオータニで「スポーツ平和サミット東京大会(Tokyo World Sports Values Summit for Peace)」が第2回大会として開催された。
スポーツは人間の調和がとれた発育に役立つものであり、そして平和な社会を確立し奨励するものであることが議論された。

## 第3回
2014年5月22日から同年5月23日にニューヨーク（アメリカ合衆国）の国際連合本部ビルで「平和と発展のためのスポーツサミット(World Sports Values Summit for Peace and Development)」が第3回大会として開催された。
各国の代表によりスポーツによる今日の課題を克服する建設的な戦略について議論がされた。また、第2回大会の主催団体だった国際スポーツ振興協会と第3回大会の主催団体である国連『文明の同盟』の提携が発表された。

## 第4回
2015年11月2日から同年11月3日に、ケープタウン（南アフリカ）で「平和と発展のためのスポーツサミット(World Sports Values Summit for Peace and Development)」が第4回大会として開催され、イアン・ソープ、アダム・ファイン（ファイブス･フットボール 創設者兼CEO）、コリン・モイニハン（イギリスオリンピック委員会元会長）、半田晴久、ルーカス・ラデベ、ゲイリー・カーステン（クリケット選手）らが出席した。初日だけで1万5000人が集まった。